# Philocasca rivularis
Philocasca rivularis är en nattsländeart som beskrevs av Wiggins in Wiggins och Anderson 1968. Philocasca rivularis ingår i släktet Philocasca och familjen husmasknattsländor. Inga underarter finns listade i Catalogue of Life.